# Sapium allenii
Sapium allenii är en törelväxtart som beskrevs av Michael J. Huft. Sapium allenii ingår i släktet Sapium och familjen törelväxter. Inga underarter finns listade i Catalogue of Life.